# Régnier V de Mons
Régnier V, mort en 1039, est comte de Hainaut et de Mons de 1013 à 1039. Il est le fils de Régnier IV, comte de Hainaut et de Mons, et d'Hedwige de France.

## Biographie
Il n'a pas plus de quinze ans à la mort de son père et Godefroy, comte de Verdun et duc de Basse-Lotharingie tente de reprendre le Hainaut, que possédait son père et que Régnier IV a conquis. Aidé par son oncle Lambert de Louvain. La guerre se termine par la bataille de Florennes, mais l'empereur Henri II entreprend de réconcilier les rivaux, et négocie le mariage de Régnier avec une nièce de Godefroy.
Il part ensuite en 1018 en campagne avec Godefroy contre Thierry III, comte de Hollande, mais la campagne se solde par un désastre et Godefroy et Régnier restent quelque temps prisonnier du comte de Hollande.
En 1024, il suit le duc Gothelon Ier, frère et successeur de Godefroy, qui s'oppose au nouvel empereur, Conrad II, mais ils doivent faire leur soumission.
Contrairement à ses ancêtres, il se révèle pieux et se fait le protecteur des abbayes et des églises.

## Mariage et enfants
Il épouse vers 1015 Mathilde de Verdun, fille d'Hermann, comte de Verdun et du Brabant. Ils ont :
- Herman († 1051), comte de Mons et de la partie méridionale du comté de Brabant, puis marquis de Valenciennes.

## Source
- L. Vanderkindere, « Régnier V », Académie royale de Belgique, Biographie nationale, vol. 18, Bruxelles, 1905 [détail des éditions], p. 881-883.